# Tell Ibrahim Awad
Tell Ibrahim Awad és una localitat d'Egipte, al nord-est del delta, província de Sharqiya, a 14 km de Faqus, propera de Pi-Ramsès. S'hi fan excavacions des del 1986 i s'han trobat objectes predinàstics, les restes d'un establiment i una necròpolis. La ciutat va continuar fins a l'Imperi Mitjà. Ocupa una superfície d'uns 20.000 km².